# 古代リビュア

ヘロドトスの記述に基づいた「世界地図」

古代のリビュア (Ancient Libya; 古代ギリシア語: Λιβύη, Libyē リビュエーより、由来はアマジグ語派のLibu リブ) は、アフリカ大陸を指し、古代エジプト史に登場する以前からアマジグ人によって何千年にも渡って支配されてきた。
更に狭い意味ではリビュアはエジプトの西に位置する土地、すなわちマルマリカ(Libya Inferior) とキレナイカ (Libya Superior) を指していた。マレ・リビュクム (ラテン語: Mare Libycum、リビア海) は、クレタ島の南、そしてキュレネとアレクサンドリアの間の地中海海域の一部を指す。
ヘレニズム期には、アマジグ人はギリシア語の用語でアマジグ諸国に住む居住者を指す表現であるリビュア人として知られていた。彼らの土地はリビュア（リビア）と呼ばれ、その時代に知られていた部分のアフリカ大陸を指していた。現代のエジプトはシーワ・オアシスを含むが、当時は古代リビュアの一部だった。アマジグ語派に属するシーワ語は現在でもその地域で使用されている。

## 名称
ギリシャ語の名称は、民族名のリブ (Libu, 古代ギリシア語: Λίβυες Líbyes, ラテン語: Libyes) に基づいている。「リビア (Libya)」という呼称 (1934年からは、かつてはトリポリタニアとバルカとして知られていた現代の国家リビアに使用されている) は、マグリブ地域を指す古典ギリシアのアッティカ方言「Λιβύη (Libúē) 」やドーリス方言「Λιβύᾱ (Libúā) 」をラテン文字で表記した名称である。古典ギリシア期にはリビュアは広い意味を持っており、ヨーロッパとアジアを包括した世界の陸地の3分の１を占めるとみなされていた、後 (紀元前2世紀) に「アフリカ」として知られるようになった大陸を含んでいた。
リブは、これらの地域 (エジプト語 R'bw, ポエニ語: 𐤋𐤁𐤉 lby) の居住者として青銅器時代から存在したと裏付けられている。リブの知られている最古の記述は、紀元前13世紀のエジプト第19王朝のファラオたち、ラムセス2世とその後継者メルエンプタハの時代に遡る。LBW がメルエンプタハ石碑に民族名として登場している。
メネラーオスはトロイからの帰国途中に訪れている。その土地は素晴らしく豊かで、子羊は生後直ぐに角が生え、雌羊は年に3度仔をもうけ、羊飼いの乳、肉、チーズが不足することは今までになかった。
ホメーロスはオデュッセイア (IX.95; XXIII.311) の中でリビュアの名を挙げている。ホメーロスはリビュアを地名として使用し、その地の居住者たちをロートパゴス族と呼んだ。アイスキュロス、ピンダロス、そしてそのほかの古代ギリシアの作家（詩人）たちもリビュアの名を使用した。ヘロドトス (1.46) は「Λιβύη (Libúē) 」をアフリカ大陸を示すことに使用し、特にLíbues は北アフリカ人を示す時に使用され、エジプト (及びナイル川のエレファンティネ島) より南の地域の人々は「アイトスオプシア人」として認識されていた。これは、シケリアのディオドロスやストラボンなど後のギリシアの地理学者たちの認識も同様だった。
古代ギリシア人たちが紀元前630年代に真のリビュアに入植した際には、リブ族と共存していたかもしれないキレナイカにエジプト語に由来する古い名前が与えられた。その後、その名は民族名と地理的地域のどちらも表す「Lehabim」や「Lubim」としてヘブライ語の聖典に登場する。